# Tour of the Battenkill
Le Tour of the Battenkill est une course cycliste américaine courue chaque année en avril autour de Cambridge, New York. Elle est créée en 2005 sous le nom de Battenkill-Roubaix en référence à la classique française Paris-Roubaix avec laquelle elle partage la particularité de passer par des secteurs non goudronnés. En 2010 et 2012, l'épreuve fait partie de l'UCI America Tour en tant que course 1.2. Elle redevient une course nationale en 2013.
L'édition 2017 est annulée. Elle n'est plus organisée depuis 2018.

## Palmarès depuis 2010
| Année | Vainqueur         | Deuxième            | Troisième          |
| ----- | ----------------- | ------------------- | ------------------ |
| 2010  | Caleb Fairly      | Floyd Landis        | Jay Robert Thomson |
| 2011  | Brett Tivers      | Jesse Anthony       | Brendan Housler    |
| 2012  | Francisco Mancebo | Jesse Anthony       | Jeremy Vennell     |
| 2013  | Adam Farabaugh    | Simon Lambert-Lemay | Cameron Cogburn    |
| 2014  | Scott Zwizanski   | Timothy Mitchell    | Eneas Freyre       |
| 2015  | Bryan Lewis       | Brendan Housler     | Timothy Mitchell   |
| 2016  | Curtis White      | Pier-André Côté     | Nicolas Ducharme   |
| 2017  | annulé            |                     |                    |
| 2018  | Stefan Zavislan   | Drew Kogon          | Francis Juneau     |